# You Still Here, Ho?
You Still Here, Ho? è il primo album in studio della rapper statunitense Flo Milli, pubblicato nel 2022.

## Tracce
1. Intro HBIC (Tiffany Pollard Speaks) – 0:17
2. Come Outside – 2:16
3. Bed Time – 2:48
4. Hottie (featuring Babyface Ray) – 3:01
5. Conceited – 2:27
6. PBC – 2:34
7. Pretty Girls – 2:18
8. Do It Better – 2:37
9. No Face – 3:09
10. On My Nerves – 3:16
11. Big Steppa – 2:27
12. Pay Day (featuring Rico Nasty) – 2:44
13. F.N.G.M. – 1:54
14. Tilted Halo – 3:58
15. Outro (I Love New York) – 0:14
16. Roaring 20s (bonus track) – 2:09
17. Ice Baby (bonus track) – 2:49

## Sample
- Pretty Girls contiene estratti di Girls Just Want to Have Fun, canzone scritta da Robert Hazard e interpretata da Cyndi Lauper.
- F.N.G.M. campiona Get Money degli Junior M.A.F.I.A., che a sua volta contiene sample tratti da You Can't Turn Me Away di Sylvia Striplin.
- Roaring 20s contiene un  sample di If I Were a Rich Man, canzone del film musicale Il violinista sul tetto (Fiddler on the Roof), nell'interpretazione di Chaim Topol.